# Bastian Pinske
Bastian Pinske (* 19. September 1978) ist ein ehemaliger deutscher Fußballspieler.

## Karriere
Pinske spielte zu Beginn seiner Karriere sechs Jahre lang für die zweite Mannschaft von Borussia Dortmund in der Regional- und Oberliga. 2003 wechselte er zum damaligen Regionalligisten SG Wattenscheid 09, bei dem er bereits in der Jugend gespielt hatte. Den Abstieg der SG in die Oberliga konnte er bei seinen 33 Einsätzen in der folgenden Spielzeit nicht verhindern.
Von 2004 an spielte Pinske bei den Kickers Offenbach, mit deren Mannschaft ihm 2005 der Aufstieg in die 2. Bundesliga gelang. Im Sommer 2008 wechselte Pinske kurz nach seinem Mannschaftskollegen Thorsten Judt zum jetzigen Ligakonkurrenten der neu gegründeten 3. Liga FC Rot-Weiß Erfurt. Im November 2009 wurde sein Wechsel zum KFC Uerdingen 05 bekannt gegeben. Mit den Krefeldern glückte dem Abwehrspieler im Sommer 2011 der Aufstieg in die fünftklassige NRW-Liga. Dort kam er in der Saison 2011/12 zu elf Einsätzen, in denen er zwei Tore erzielte, ehe er sich im Januar 2012 dem Westfalenligisten FC Brünninghausen anschloss. In Brünninghausen bekleidete Pinske neben seiner Spielertätigkeit auch das Amt des Co-Trainers. Ab Sommer 2014 spielte er für den Dortmunder Verbandsligisten BSV Schüren in der Westfalenliga, wo er im Sommer 2016 auch seine aktive Laufbahn ausklingen ließ.

### Erfolge
- Aufstieg in die NRW-Liga mit KFC Uerdingen 05 (2011)
- Aufstieg in die 2. Bundesliga mit Kickers Offenbach (2005)
- Aufstieg in die Regionalliga Nord mit Borussia Dortmund Amateure (2002)
- Aufstieg in die Regionalliga West/Südwest mit Borussia Dortmund Amateure (1998)